# 六国
六国（りっこく）は、戦国時代、秦以外の六つの大国
- 斉
- 楚
- 燕
- 韓
- 魏
- 趙

をいう。秦の東にあるので東方六国（）とも呼ぶ。
秦が西周の故地に入って周の文化をある程度受け継いだのに対して六国では独自の文化が花開いた。文字も周秦の籀文と違い、各国で独特の文字が使われた。これを六国古文と呼んでいる。秦に併合された後、六国の故地は華山（陝西省渭南市華陰市）より東にあるということで山東と呼ばれた。このため山東六国とも言われる。度量衡が異なっていたが、始皇帝による中国統一後、これも統一された。
蘇秦は西の秦に対抗するため、六国が同盟することを主張した。これを合従という。これに対し、張儀は六国の各々と秦とをそれぞれ同盟させる連衡を実現し、合従を打ち破った（合従連衡）。